# Hauschka
Volker Bertelmann (nacido en 1966) es un pianista y compositor alemán que principalmente toca y graba bajo el nombre de Hauschka. Son conocidas sus composiciones para piano preparado.

## Biografía

### Primeros años
Volker Bertelmann nació en la actual Kreuztal, Alemania, en la parte medieval de la ciudad conocida antes como Ferndorf, en el distrito de Siegen-Wittgenstein, Renania del Norte-Westfalia. El quinto de seis hermanos, descubrió el piano a los nueve años en un servicio religioso. Comenzó a estudiar piano clásico y siguió recibiendo clases durante los diez años siguientes.
Bertelmann formó su primera banda de rock a los catorce años. En los años siguientes le encargaron componer música para la televisión y cantó en otros grupos. Tras dejar la escuela, se trasladó a Colonia, donde empezó a estudiar Medicina y luego se cambió a Economía, pero abandonó ambos estudios para concentrarse en la música.

## Carrera

### 1992-2003: Primeros años
En 1992, Hauschka y su primo formaron el dúo de hip-hop God's Favorite Dog, que se hizo conocido sobre todo por sus temas «Love and Pain» y «Sway». Publicaron un álbum con la discográfica Epic de Sony Music y actuaron a escala nacional e internacional, entre otros como teloneros de Die Fantastischen Vier. El dúo se separó en 1995 para tomar otros rumbos.
Tras un periodo a la deriva, Bertelmann se trasladó a Düsseldorf y volvió a hacer música, aprovechando sus años de formación pianística clásica. Compuso piezas para piano y las publicó bajo el seudónimo Hauschka, ya que quería encontrar un sinónimo que sonara a Europa del Este y encontró al compositor bohemio Vincenz Hauschka como referencia.

### 2004-2006: Inicios del piano preparado
El primer álbum de Hauschka, Substantial, se publicó en 2004 en el sello discográfico de Colonia Karaoke Kalk, seguido en 2005 por The Prepared Piano en el mismo sello. En este segundo álbum, Bertelmann exploró las posibilidades del piano preparado encajando trozos de cuero, fieltro o goma entre las cuerdas del piano, envolviendo los martillos con papel de aluminio, colocando pequeños objetos en las cuerdas o uniéndolas con cuerdas de guitarra o cinta adhesiva.

### 2007-2010: Espacio para expandirse,FerndorfyForeign Landscapes
En 2007 Bertelmann firmó un contrato discográfico con 130701, un sello de FatCat Records, a través del cual se publicó su álbum Ferndorf en 2008.
Tras un concierto con la Magik*Magik Orchestra, Bertelmann decidió integrar otros instrumentos musicales en sus composiciones, y en enero de 2010 las obras resultantes fueron interpretadas en San Francisco por una orquesta dirigida por Minna Choi. Con Ian Pellicci como ingeniero de sonido, se grabaron en el estudio Tiny Telephone de John Vanderslice. Volker Bertelmann grabó las pistas de piano en el estudio Zwei de Düsseldorf, y el álbum Foreign Landscapes se publicó en el sello 130701 ese mismo año.

### 2011-2014:Salon des Amateurs,Silfray comienzos en las bandas sonoras
En su álbum de 2011 Salon des Amateurs, Bertelmann colaboró con músicos notables como Samuli Kosminen (Múm, Edea), Jeffrey Zeigler (ex Kronos Quartet), Pekka Kusisto, The band Múm, Nik Bartsch, Henrik Schwarz y Hilary Hahn, así como Joey Burns y John Convertino de Calexico. Estas grabaciones se concibieron originalmente como un lanzamiento conjunto con Foreign Landscapes, en el que, por un lado, el piano iba a ser sólo un instrumento entre otros, y por otro, se iba a utilizar principalmente como instrumento rítmico. Sin embargo, las piezas grabadas no encajaban como Bertelmann había previsto, por lo que decidió publicar los dos álbumes por separado. Foreign Landscapes representa un cambio de enfoque que se aleja del piano preparado como instrumento solista, mientras que Salon des Amateurs señala un giro hacia un enfoque más rítmico.
Al lanzamiento de Salon des Amateurs siguió el del álbum de remezclas Salon des Amateurs Remixes, que contó con notables colaboraciones de Michael Mayer, Matthew Herbert, Max Loderbauer & Ricardo Villalobos, Alva Noto y Steve Bicknell.
En mayo de 2012, Deutsche Grammophon publicó Silfra, un álbum en colaboración con la violinista estadounidense Hilary Hahn. Lleva el nombre de la grieta de Silfra, en Islandia, y consta de doce improvisaciones de Bertelmann y Hahn que fueron grabadas por Valgeir Sigurdsson en los estudios Greenhouse de Reikiavik.
En 2012 Bertelmann escribió su primer banda sonora para un largometraje, titulado Glück, que dirigió Doris Dörrie.

### 2015 - 2020: León, What If y obras de encargo
En 2015, Bertelmann fue artista residente de la Orquesta Sinfónica de la Radio MDR de Leipzig. Creó tres piezas para ellos, entre las que destaca su colaboración con Múm titulada «Drowning», que estrenaron en la Gewandhaus de Leipzig el 27 de junio de 2015. En 2016, recibió el encargo de crear una pieza para el aclamado violonchelista Nicholas Altstädt. La pieza, «Lost», se estrenó en Viva Cello en septiembre de 2016.
En 2016, Bertelmann colaboró con Dustin O'Halloran en la partitura de la película nominada al Oscar Lion. La banda sonora de la película fue nominada a los principales premios, incluidos los Oscar, los Globos de Oro, los BAFTA y los Critics' Choice Awards.
En 2017, publicó el álbum en solitario «'What If'» en City Slang y Temporary Residence. El álbum explora las posibilidades de su música, inspirada en el hip hop, interpretada por pianos reproductores rápidos y precisos. Bertelmann escribió dos piezas para Avi Avital, tituladas «Flood» y «Drought», que se estrenaron en el Schleswig-Holstein Musik Festival en julio de 2017.
en 2018, compuso la partitura de la película Adrift, basada en la historia real de un marinero varado en el mar tras una tormenta. Adrift está dirigida por Baltasar Kormákur y protagonizada por Shailene Woodley y Sam Claflin. Hauschka declaró: «Colaborar con Baltasar Kormákur fue una experiencia maravillosa y me dio mucha libertad para encontrar el sonido adecuado para la película. A la deriva (título de la película en español) cuenta una historia sobre el amor y la fragilidad de la existencia humana, así que quería crear algún tipo de tensión instrumental que reflejara tanto la oscuridad y el peligro como la ligereza y el amor de esta película. Acabamos grabando una orquesta de cuerda completa en el British Grove de Londres y añadimos piano y electrónica experimental para crear una partitura diversa y dinámica. Estoy muy contento con el resultado, y me siento afortunado de haber formado parte de esta poderosa película».
En 2019, creó la biblioteca de muestras Hauschka Composer Toolkit con Spitfire Audio, que incluye muchos de sus sonidos característicos. 
2020 le tuvo haciendo la película más taquillera del verano de Netflix, The Old Guard protagonizada por Charlize Theron, así como Summerland con Gemma Arterton, Ammonite el drama romántico de Francis Lee Ammonite, y la película de ciencia ficción Stowaway protagonizada por Anna Kendrick y Toni Collette.

### 2021-presente:Sin novedad en el frente
En 2022, compuso para Netflix Sin novedad en el frente, candidata oficial de Alemania al Oscar al mejor largometraje internacional; por la cual le valió el premio BAFTA a la mejor banda sonora; además de una nominación al premio de la Academia a la mejor banda sonora original; y War Sailor, ambas seleccionadas oficialmente en el Festival Internacional de Cine de Toronto. Finalmente también obtuvo el premio de la Academia a la mejor banda sonora original por su música en Sin novedad en el frente el 12 de marzo de 2023.

## Premios y distinciones
Premios Óscar
| Año  | Categoría          | Película | Resultado |
| ---- | ------------------ | -------- | --------- |
| 2017 | Mejor banda sonora | Lion     | Nominado  |